# Jamie Foxx
Jamie Foxx, właśc. Eric Marlon Bishop (ur. 13 grudnia 1967 w Terrell) – amerykański aktor, komik stand-upowy oraz wokalista. Za swoją rolę w filmie Ray został nagrodzony Oscarem, Złotym Globem, a także statuetką Brytyjskiej Akademii Sztuk Filmowych i Telewizyjnych (BAFTA). Był również kilkakrotnie nominowany do nagród Grammy.
Foxx jest trzecim Afroamerykaninem, który zdobył nagrodę Akademii dla najlepszego aktora pierwszoplanowego. Wydał także album numer jeden w Stanach Zjednoczonych (pozostali to: Frank Sinatra, Bing Crosby i Barbra Streisand).

## Wczesne życie
Urodził się jako Eric Marlon Bishop 13 grudnia 1967 roku w Terrell, w stanie Teksas. Jest synem Louise Annette Talley Dixon i Darrella Bishopa, maklera papierów wartościowych. Bishop, po przejściu na islam, zmienił swoje imię na Shahid Abdula. Gdy Foxx miał siedem miesięcy został porzucony przez rodziców i opiekę nad nim przejęli rodzice adopcyjni jego matki, Estelle i Mark Talley. W okresie jego dzieciństwa w Terrell, gdzie cały czas mieszkał, panował podział rasowy. Wychowywany był według wymagających reguł baptyzmu, którego wyznawcami byli jego dziadkowie. Foxx, pod wpływem babci, w wieku pięciu lat rozpoczął naukę gry na pianinie. Jako nastolatek był pianistą oraz liderem chóru w kościele baptystów w Terrell.
Foxx uczęszczał do liceum w Terrell, gdzie był jednym z najlepszych uczniów, grał w koszykówkę oraz futbol amerykański na pozycji rozgrywającego. W przyszłości pragnął być zawodnikiem drużyny Dallas Cowboys. Był on również pierwszym graczem w historii szkoły, który przebiegł ponad 1.000 jardów. Jamie był poza tym członkiem zespołu Leather and Lace. Po ukończeniu liceum otrzymał stypendium na Alliant International University, gdzie studiował kompozycję oraz muzykę poważną. Foxx wielokrotnie podkreślał wpływ babci na swoje życie oraz sukces.

## Początki kariery iIn Living Color
W 1989 roku Foxx rozpoczął karierę komika wieczornymi występami w klubie. Kiedy spostrzegł, iż kobiety są często proszone na scenę pierwsze zmienił imię na Jamie Foxx, które było w jego opinii wystarczająco dwuznaczne, aby zapobiec stronniczości. Nowe nazwisko było hołdem dla słynnego komika Redda Foxxa.
W 1991 roku Foxx dołączył do obsady In Living Color, serialu opartego na skeczach, oraz serialu komediowego telewizji Fox Roc. W latach 1996–2001 występował we własnym sitcomie The Jamie Foxx Show, a w 1997 roku rozpoczął karierę filmową.

## Kariera filmowa
W 1992 roku Foxx wystąpił w komedii Zabaweczki, co było jego filmowym debiutem. Z kolei w pierwszą rolę dramatyczną wcielił się w filmie Olivera Stone’a Męska gra z 1999 roku. Zagrał w nim futbolistę, a angaż zawdzięczał swojej sportowej przeszłości. Od tego czasu stał się jednym z najpopularniejszych aktorów dramatycznych.

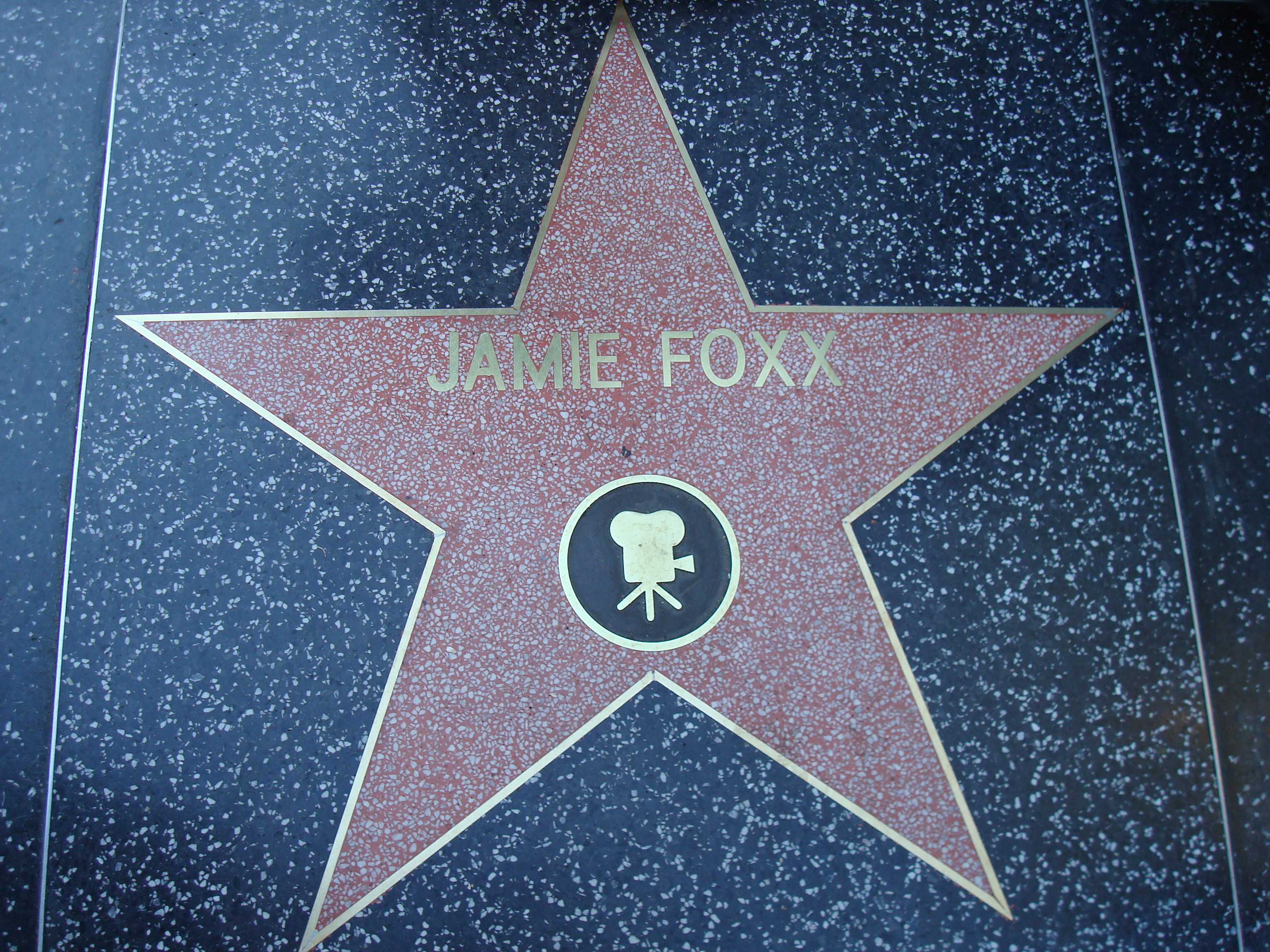
Gwiazda Foxxa w Hollywood Walk of Fame

W 2004 roku Jamie zagrał obok Toma Cruise’a w filmie Zakładnik, w którym wcielił się w rolę taksówkarza Maxa Durochera. Otrzymał za nią bardzo pochlebne recenzje oraz nominację do Oscara dla najlepszego aktora drugoplanowego. Tego samego roku wystąpił w obrazie Ray, za który otrzymał nagrodę Akademii Filmowej dla najlepszego aktora pierwszoplanowego, a także statuetką Brytyjskiej Akademii Sztuk Filmowych i Telewizyjnych (BAFTA) w tej samej kategorii oraz Złotym Globem.
Jamie Foxx jest drugim mężczyzną oraz pierwszym Afroamerykaninem w historii, który zdobył dwie nominacje do Oscara za dwa różne filmy tego samego roku (Zakładnik, Ray). Jedynym aktorem, który również tego dokonał jest Al Pacino.
W 2005 roku Foxx został zaproszony do członkostwa w Amerykańskiej Akademii Sztuki i Wiedzy Filmowej, znanej przede wszystkim z przyznawania Oscarów.
Po sukcesach w 2004 roku Foxx wystąpił w wielu filmach, które stały się hitami kasowymi, a do najpopularniejszych należą: Jarhead, Miami Vice oraz Dreamgirls. Na początku 2010 roku miała premiera komedii romantycznej z jego udziałem, Walentynki, w której zagrał m.in. wraz z: Julią Roberts, Shirley MacLaine, Jessiką Albą, Anne Hathaway, Jennifer Garner, Queen Latifah, Taylor Swift i Ashtonem Kutcherem. W tym samym roku premierę będzie miał jego kolejny obraz, Due Date.
We wrześniu 2007 roku Foxx odsłonił własną gwiazdę na Hollywood Walk of Fame, a podczas wystąpienia powiedział: „[to był] jeden z najbardziej niesamowitych dni w moim życiu.”
W roku 2012 wziął udział w filmie Django, w którym zagrał główną rolę. Otrzymał za nią kilka nominacji do nagród w kategorii najlepszy aktor m.in. Czarnej Szpuli oraz MTV Movie Awards. W 2013 roku zagrał prezydenta w filmie Świat w płomieniach. Po raz kolejny wcielił się w Django na planie Milion sposobów, jak zginąć na Zachodzie w 2014.
W październiku 2020 potwierdzono, że Foxx pojawi się jako Electro w Spider-Man: Bez drogi do domu. Rolę tę zagrał już w filmie Niesamowity Spider-Man 2.

## Kariera muzyczna

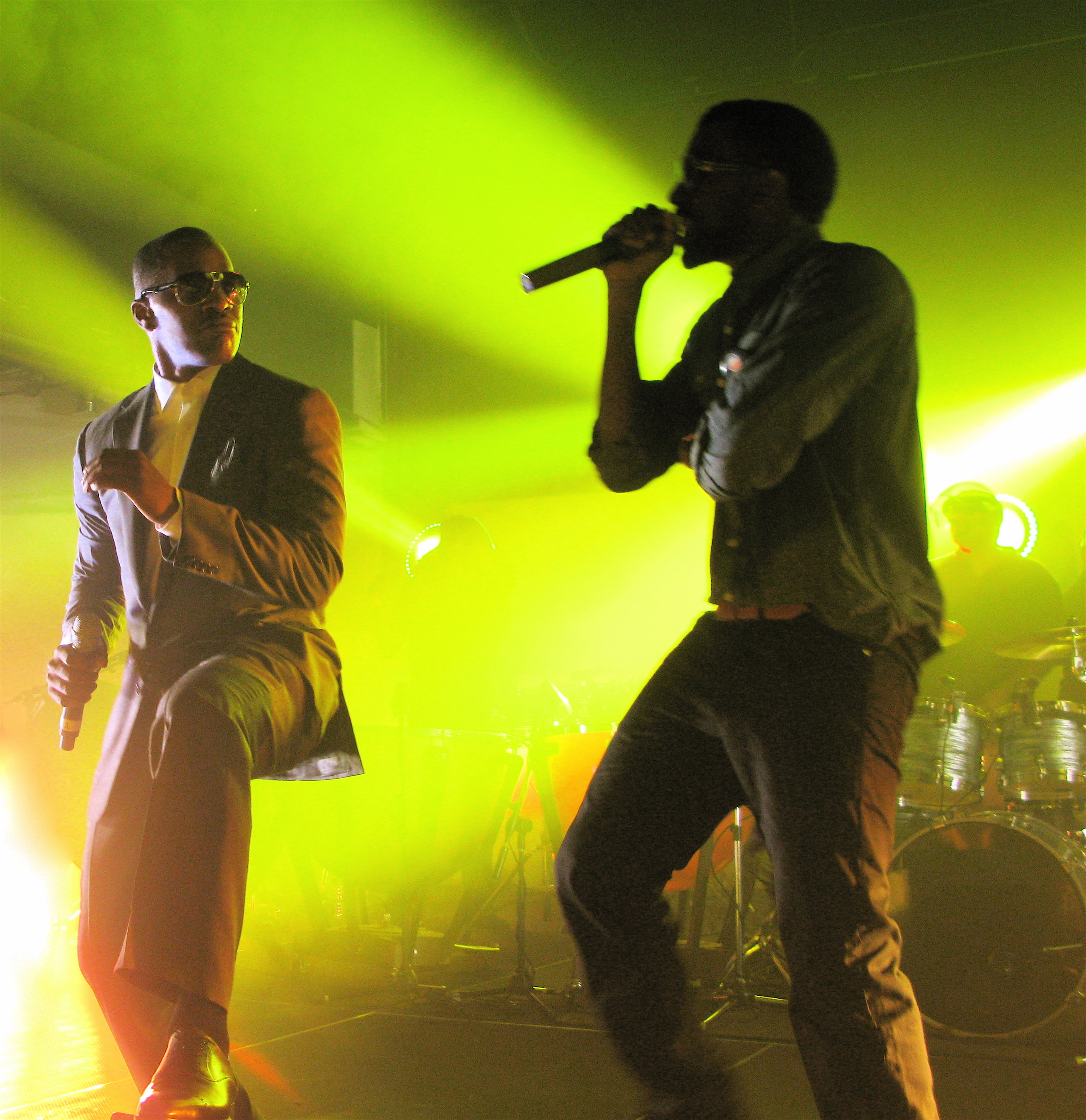
Foxx i Kanye West wykonujący „Gold Digger”

Foxx rozpoczął naukę gry na pianinie w wieku 5 lat. W 1994 roku, nakładem wytwórni Fox, ukazał się jego debiutancki album Peep This. Jego muzyczna kariera nabrała rozpędu, gdy wraz z raperem Twistą oraz Kanye Westem nagrał utwór „Slow Jamz”, który uplasował się na szczycie Billboard Hot 100 oraz na miejscu 3. UK Singles Chart. Druga współpraca Foxxa z Westem, „Gold Digger”, w której śpiewa chwytliwy refren „I Got a Woman” Raya Charlesa także zajęła 1. pozycję Billboard Hot 100, na której pozostała przez dziesięć tygodni. „Gold Digger” sprzedał się w Stanach Zjednoczonych w ponad 2 milionach kopii i pokrył się dwukrotną platyną. W 2005 roku Foxx gościnnie pojawił się na singlu „Georgia” Ludacrisa i Fielda Moba, który zawierał sample innego hitu Charlesa, „Georgia on My Mind”.
Drugi album studyjny Foxxa, Unpredictable, ukazał się w grudniu 2005 roku. Zadebiutował na 2. miejscu Billboard 200, rozchodząc się w pierwszym tygodniu w 598.000 kopii w Stanach Zjednoczonych. W następnym tygodniu album awansował na szczyt listy sprzedając się w 200.000 egzemplarzy. Do chwili obecnej płyta rozeszła się w Stanach Zjednoczonych w ok. 2 milionach kopii i pokryła się dwukrotną platyną. W Wielkiej Brytanii Unpredictable uplasował się na pozycji 9. Pierwszy singel promujący album, tytułowy „Unpredictable”, nagrany został z udziałem rapera Ludacrisa i zawierał sample utworu „WildFlower” New Birth. Zajął 8. miejsce na Hot 100 i pokrył się w Stanach Zjednoczonych platyną, rozchodząc się w ponad milionie kopii. Drugim amerykańskim singlem był „DJ Play a Love Song” (z Twistą), a brytyjskim „Extravaganza” (z Kanye Westem). Mimo iż Kanye nagrał z Foxxem utwór „Extravaganza”, nie pojawił się w teledysku piosenki. „DJ Play a Love Song” został zakupiony ponad 500.000 razy, a RIAA przyznała mu złoty status.
Na gali Black Entertainment Television (BET) Awards w 2006 roku singel „Gold Digger” Jamiego Foxxa i Kanye Westa wygrał nagrody za najlepszy duet/kolaborację oraz teledysk roku (statuetkę w tej kategorii otrzymała tego samego roku również Mary J. Blige za „Be Without You”). W 2006 roku otrzymał również cztery nominacje do nagród Grammy w kategoriach: Best R&B Performance by a Duo or Group with Vocals za „Love Changes” nagrany z Mary J. Blige, Best R&B Album za Unpredictable, Best Rap Performance by a Duo or Group za „Georgia” nagrany z Ludacrisem i Fieldem Mobem i Best Rap/Sung Collaboration za „Unpredictable” nagrany z Ludacrisem.
22 stycznia 2007 roku w Sirius Satellite Radio Foxx ogłosił, iż zakłada własną stację radiową: The Foxxhole. Na jej antenie emitowane są audycje komediowe, a także muzyka, głównie wykonawców afroamerykańskich. W każdy piątkowy wieczór nadawany jest program The Jamie Foxx Show prowadzony przez Foxxa oraz Johnny’ego Macka, Speedy’ego, Claudię Jordan, The Poetess i Lewisa Dixa. Do jego gości należą znani muzycy, aktorzy oraz komicy.
Jamie Foxx nagrał piosenkę „She Goes All the Way” z popularnym amerykańskim zespołem country Rascal Flatts, która została wydana na albumie Still Feels Good. Poza tym pojawiał się w wielu innych utworach, w tym m.in.: wraz z The-Dream w „Please Excuse My Hands” rapera Pliesa, wraz z Fabolousem w remiksie „Miss Independent” Ne-Yo, kilku utworach Tanka, „Around the World” The Game’a oraz na singlu „Live in the Sky” T.I.
Foxx wydał swój trzeci album studyjny Intuition w 2008 roku. Gościnnie pojawili się na nim m.in.: Kanye West, T.I., Lil Wayne i T-Pain. Pierwszy singel, „Just Like Me” nagrany z raperem T.I., promowany był teledyskiem nakręconym przez Bretta Ratnera, w którym wystąpiła Taraji P. Henson. Drugi singel, „Blame It” z udziałem T-Paina, uplasował się w pierwszej piątce Billboard Hot 100 oraz na szczycie Hot R&B/Hip-Hop Songs i pokrył się platyną z ponad milionem sprzedanych kopii. Wideoklip do piosenki wyreżyserowany został przez Hype’a Williamsa i pojawili się w nim m.in.: Forest Whitaker, Samuel L. Jackson, Ron Howard, Quincy Jones oraz Jake Gyllenhaal.
6 kwietnia 2009 roku Foxx wykonał utwór „You Look So Good in Love” George’a Straita podczas koncertu George Strait: Artist of the Decade All-Star Concert. Jednocześnie przyznał, że jest fanem muzyki country od wielu lat.

## Życie osobiste
Jamie Foxx ma córkę, Corinne Bishop, która urodziła się w 1995 roku. Była gwiazda Jamie Foxx Show Garcelle Beauvais-Nilon powiedziała w programie The Wendy Williams Show, iż Jamie posiada drugie dziecko: 

Widzieliśmy się podczas Niedzieli Wielkanocnej w domu przyjaciół, gdzie [Jamie Foxx] przyszedł ze swoją uroczą córką i powiedział mi, że ma nowe dziecko. Spytałam, czy znam matkę dziecka, a on odpowiedział, że nie. Wtedy spytałam żartobliwie, czy on zna matkę dziecka.

### Kontrowersje
W odcinku The Jamie Foxx Show z 17 kwietnia 2009 roku jeden z telefonów słuchaczy dotyczył sprzeczki między nastoletnią aktorką i piosenkarką Miley Cyrus a zespołem rockowym Radiohead. Jamie i współprowadzący program skomentowali to związanymi z seksem, rasistowskimi i lekceważącymi żartami z Cyrus. Foxx, w odpowiedzi na krytykę ojca Miley, muzyka country Billy’ego Raya Cyrusa, a także opinii publicznej, oficjalnie przeprosił piosenkarkę w programie The Tonight Show with Jay Leno kilka dni później.

### Problemy z prawem
W kwietniu 2003 roku Foxx wziął udział w bójce z dwoma policjantami, którzy mieli wyprowadzić go z kasyna Harrah’s w Nowym Orleanie. Wraz z siostrą odmówili oni bowiem okazania dokumentów przy wejściu. Jamie oskarżony został o zakłócanie porządku, pobicie policjantów oraz nieproszony wstęp na teren kasyna. Poza zakłócaniem porządku pozostałe zarzuty oddalono, a Foxx został skazany na sześć miesięcy więzienia w zawieszeniu, dwuletni dozór kuratorski oraz 1500 dolarów grzywny.

### Prowadzenie BET Awards
Jamie Foxx poprowadził ceremonię rozdania nagród BET Awards, która odbyła się 28 czerwca 2009. Jako iż gala poświęcona była Michaelowi Jacksonowi, który zmarł trzy dni wcześniej, poza wykonaniem „Blame It” z T-Painem i „She Got Her Own” z Ne-Yo i Fabolousem, Foxx otworzył ceremonię tanecznym schematem „Beat It”, a wieczór zakończył wraz z Ne-Yo coverem „I’ll Be There” The Jackson 5. Podczas gali Jamie powiedział: „Chcemy uczcić tego czarnego człowieka. Należy do nas, a my podzieliliśmy się nim ze wszystkimi innymi”.

## Trasy koncertowe
- The Unpredictable Tour (2006)
- The Blame It Tour (2009)

## Filmografia
| Rok  | Film                                       | Rola                      | Informacje |
| ---- | ------------------------------------------ | ------------------------- | --- |
| 1992 | Zabaweczki                                 | Baker                     | |
| 1996 | Jak pies z kotem                           | Ed                        | |
| 1996 | The Great White Hype                       | Hassan El Ruk’n           | |
| 1997 | Podryw                                     | Bunz                      | |
| 1998 | The Players Club                           | Blue                      | |
| 1999 | Held Up                                    | Michael                   | |
| 1999 | Męska gra                                  | Willie Beamen             | Nominacja – BET Awards: Najlepszy aktor drugoplanowy Nominacja – MTV Movie Awards: Najlepszy przełomowy męski występ |
| 2000 | Przynęta (Bait)                            | Alvin Sanders             | |
| 2001 | Date from Heaven                           |                           | |
| 2001 | Ali                                        | Drew Brown ‘Bundini’      | BET Awards: Najlepszy aktor drugoplanowy NAACP Image Awards: Najlepszy aktor drugoplanowy |
| 2003 | Shade                                      | Larry Jennings            | |
| 2004 | Breakin’ All the Rules                     | Quincy Watson             | Nominacja – BET Awards: Najlepszy aktor w musicalu lub komedii |
| 2004 | Zakładnik                                  | Max                       | BET Awards: Najlepszy aktor drugoplanowy Washington D.C. Area Film Critics Association Awards: Najlepszy aktor drugoplanowy Nominacja – Oscar dla najlepszego aktora drugoplanowego Nominacja – BAFTA Awards: Najlepszy aktor drugoplanowy Nominacja – Broadcast Film Critics Association Awards: Najlepszy aktor drugoplanowy Nominacja – Złoty Glob dla najlepszego aktora drugoplanowego Nominacja – NAACP Image Awards: Najlepszy aktor drugoplanowy Nominacja – Online Film Critics Society Awards: Najlepszy aktor drugoplanowy Nominacja – Satellite Awards: Najlepszy aktor drugoplanowy Nominacja – Screen Actors Guild Awards: Najlepszy aktor drugoplanowy |
| 2004 | Ray                                        | Ray Charles               | Oscar dla najlepszego aktora pierwszoplanowego Nagroda BAFTA dla najlepszego aktora pierwszoplanowego BET Awards: Najlepszy aktor pierwszoplanowy Boston Society of Film Critics Awards: Najlepszy aktor pierwszoplanowy Broadcast Film Critics Association Awards: Najlepszy aktor pierwszoplanowy Florida Film Critics Circle Awards: Najlepszy aktor pierwszoplanowy Złoty Glob dla najlepszego aktora w filmie komediowym lub musicalu Kansas City Film Critics Circle Awards: Najlepszy aktor pierwszoplanowy Las Vegas Film Critics Society Awards: Najlepszy aktor pierwszoplanowy London Film Critics Circle Awards: Najlepszy aktor pierwszoplanowy NAACP Image Awards: Najlepszy aktor pierwszoplanowy National Board of Review Awards: Najlepszy aktor pierwszoplanowy National Society of Film Critics Awards: Najlepszy aktor pierwszoplanowy Phoenix Film Critics Society Awards: Najlepszy aktor pierwszoplanowy Satellite Awards: Najlepszy aktor pierwszoplanowy Screen Actors Guild Awards: Najlepszy aktor pierwszoplanowy Seattle Film Critics Association Awards: Najlepszy aktor pierwszoplanowy Vancouver Film Critics Circle Awards: Najlepszy aktor pierwszoplanowy Washington D.C. Area Film Critics Association Awards: Najlepszy aktor pierwszoplanowy Nominacja – MTV Movie Awards: Najlepszy męski występ Nominacja – Online Film Critics Society Award: Najlepszy aktor pierwszoplanowy Nominacja – Screen Actors Guild Awards: Najlepszy występ całej obsady filmu |
| 2004 | Redemption: The Stan Tookie Williams Story | Stanley Williams          | BET Awards: Najlepszy aktor w filmie telewizyjnym NAACP Image Awards: Najlepszy aktor w miniserialu lub filmie telewizyjnym Satellite Awards: Najlepszy aktor w filmie telewizyjnym Nominacja – Złoty Glob dla najlepszego aktora w miniserialu lub filmie telewizyjnym Nominacja – Independent Spirit Awards: Najlepszy aktor pierwszoplanowy Nominacja – Screen Actors Guild Awards: Najlepszy aktor w miniserialu lub filmie telewizyjnym |
| 2005 | Niewidzialny                               | Lt. Henry Purcell         | |
| 2005 | Jarhead                                    | Staff Sgt. Sykes          | Nominacja – Black Movie Awards: Najlepszy drugoplanowy aktor |
| 2006 | Miami Vice                                 | Ricardo Tubbs             | |
| 2006 | Dreamgirls                                 | Curtis Taylor Jr.         | Nominacja – BET Awards: Najlepszy aktor Nominacja – NAACP Image Award: Najlepszy aktor Nominacja – Screen Actors Guild Awards: Najlepszy występ całej obsady filmu |
| 2007 | Królestwo                                  | Ronald Fleury             | |
| 2009 | Solista                                    | Nathaniel Ayers           | |
| 2009 | Prawo zemsty                               | Nick Rice                 | |
| 2010 | Walentynki                                 | Kelvin Briggs             | |
| 2010 | Zanim odejdą wody                          | Darryl                    | |
| 2011 | Rio                                        | Bobby                     | głos |
| 2011 | Szefowie wrogowie                          | Dean „Motherfuckah” Jones | |
| 2012 | Django                                     | Django                    | Nominacja – Czarna Szpula Najlepszy aktor Nominacja – MTV Movie Awards Najlepszy aktor Wygrana – MTV Movie Awards Najbardziej zaskakująca scena |
| 2012 | Kane & Lynch                               | Lynch                     | |
| 2013 | Świat w płomieniach                        | prezydent Sawyer          | |
| 2014 | Niesamowity Spider-Man 2                   | Electro / Max Dillon      | |
| 2014 | Milion sposobów jak zginąć na Zachodzie    | Django Freeman            | Cameo |
| 2014 | Szefowie wrogowie 2                        | Dean „Motherfucker” Jones | |
| 2014 | Annie                                      | William Stacks            | |
| 2017 | Sleepless                                  | Vincent Downs             | |
| 2017 | Baby Driver                                | Bats                      | |
| 2018 | Robin Hood: Początek                       | Mały John                 | |
| 2019 | QT8: The First Eight                       | w roli samego siebie      | dokumentalny |
| 2020 | Co w duszy gra (Soul)                      | Joe Gardner (głos)        | |
| 2020 | Project Power                              | Art Reilly                | |
| 2021 | Spider-Man: Bez drogi do domu              | Electro / Max Dillon      | |
| 2022 | Dzienna zmiana                             | Bud Jablonski             | |
| 2023 | Spuszczone ze smyczy                       | Bug (głos)                | |
| 2023 | Sklonowali Tyrone'a                        | Slick Charles             | |
| 2023 | God Is a Bullet                            | The Ferryman              | |
| 2023 | Tin Soldier                                | Bokushi                   | |

## Nagrody
- Nagroda Akademii Filmowej Oscar dla najlepszego aktora pierwszoplanowego: 2004: Ray
- Złoty Glob Złoty Glob dla najlepszego aktora w musicalu lub filmie komediowym: 2004: Ray
- Nagroda BAFTA Nagroda BAFTA dla najlepszego aktora pierwszoplanowego: 2004: Ray
- Nagroda Gildii Aktorów Ekranowych Najlepszy aktor pierwszoplanowy: 2005: Ray